# Phasia cinerella
Phasia cinerella är en tvåvingeart som beskrevs av Robineau-desvoidy 1863. Phasia cinerella ingår i släktet Phasia och familjen parasitflugor.
Artens utbredningsområde är Frankrike. Inga underarter finns listade i Catalogue of Life.